# Parti pour la renaissance africaine
Le Parti pour la renaissance africaine (PARENA) est un parti politique sénégalais, dont le leader est Mariam Wane Ly, professeur d'histoire et de géographie.

## Histoire
Le PARENA est officiellement reconnu le 5 janvier 2000.
Lors des élections législatives de 2001, il recueille 3 351 voix, soit 0,18 %, et n'a obtenu aucun siège à l'Assemblée nationale.

## Orientation
C'est une formation politique membre de la mouvance présidentielle.
Ses objectifs explicites sont « d'initier une politique d'épanouissement des connaissances pour permettre à chaque Sénégalais de vivre dignement, de manger à sa faim, de se soigner, de s'instruire, de bénéficier d'un travail et de jouir de ses biens dans la sécurité du lendemain ; de participer à l'instauration d'un État de droit, démocratique, moderne et prospère, d'une société de démocratie pluraliste ».

## Symboles
Sa couleur est le blanc. Son emblème est un tournesol avec des pétales jaunes et un disque marron foncé.

## Organisation
Le siège du parti se trouve à Dakar.